# Gymnangium eximium
Gymnangium eximium is een hydroïdpoliep uit de familie Aglaopheniidae. De poliep komt uit het geslacht Gymnangium. Gymnangium eximium werd in 1874 voor het eerst wetenschappelijk beschreven door Allman. 